# Аккурган
Аккурга́н (узб. Оққўрғон, Oqqo’rg’on) — місто (з 1980 року), районний центр Ташкентської області Узбекистану. Разташоване за 16 км від залізничної станції Кучлук та в 59 км від Ташкента. Назва з узбецької перекладається як "біла гора". Населення станом на 12 січня 1989 р 11205 чол.

## Історія
Заснований у 1935 році під час колективізації як центр колгоспу. 1991 року отримав статус міста.

## Економіка
Розташовані підприємства харчової та легкої промисловості. Вздовж ріки створена система штучних водойм, які є розплідниками риби.

## Соціальна сфера
Краєзнавчий музей, спортивні майданчики.